# هان میونگ سوک
هان میونگ سوک (کره‌ای: 한명숙 [han mjʌŋsʰuk]؛ زادهٔ ۲۴ مارس ۱۹۴۴) نخست‌وزیر کره جنوبی از سال ۲۰۰۶ تا ۲۰۰۷ بود. او اولین نخست‌وزیر زن کره جنوبی (در کل دومین نخست‌وزیر زن کره جنوبی اگر نخست‌وزیری موقت چانگ سانگ نیز شامل شود) بوده‌است. او از حزب دموکراتیک جدید متحد (UNDP) به عنوان یکی از اعضای مجلس ملی کره جنوبی (نماینده) برای ایلسان-گاب بوده‌است و از دانشگاه زنان اوها با مدرک ادبیات فرانسه فارغ‌التحصیل شده‌است.

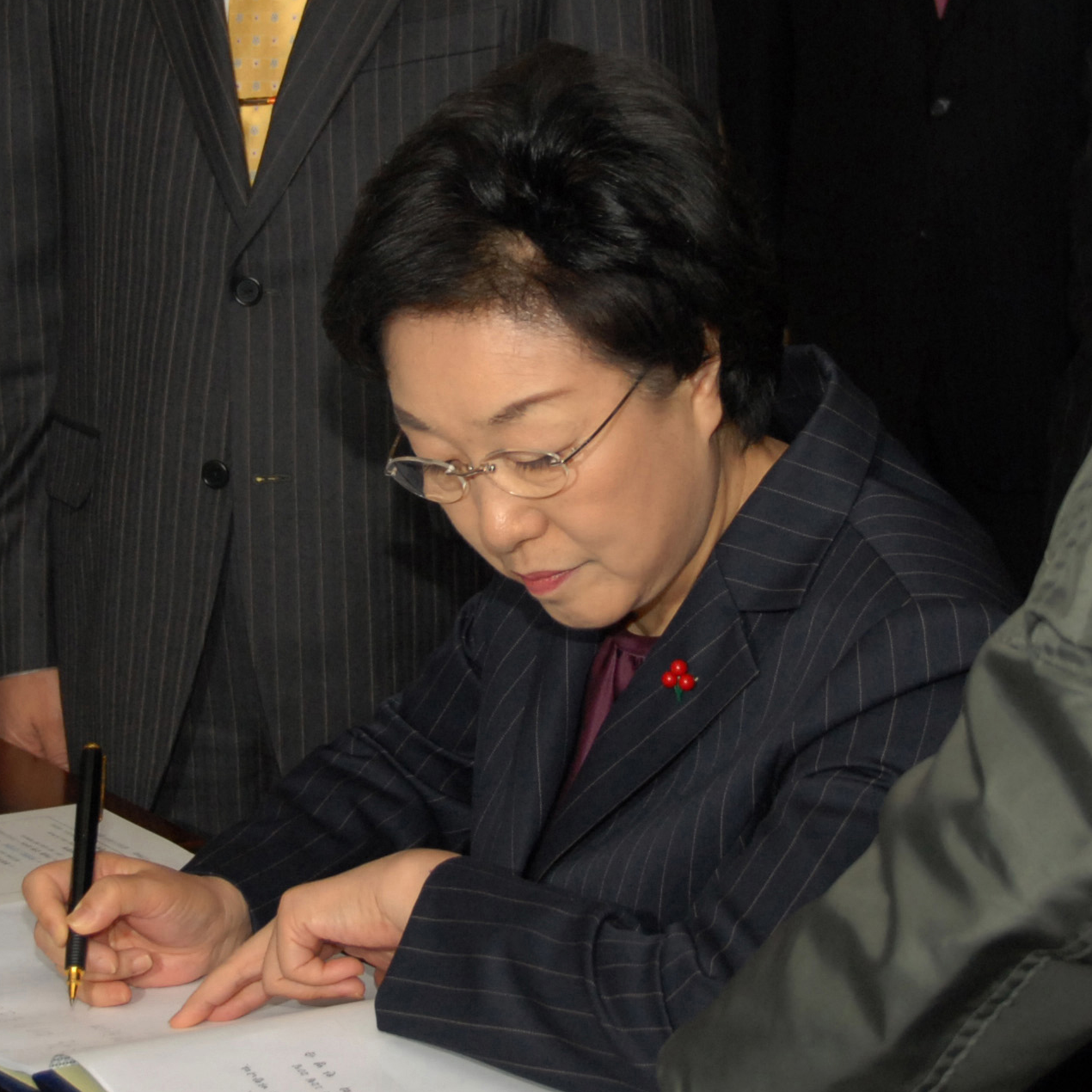
هان میونگ سوک 2006

او در 7 مارس 2007 از سمت نخست وزیری استعفا داد و نامزدی ریاست جمهوری خود را اعلام کرد. اما او در نامزدی موفق نشد. او در سال 2008 نامزد پارلمان شد، اما انتخاب نشد. با این حال، در ژانویه 2012 او قبل از انتخابات قانونگذاری آوریل به عنوان رهبر اصلی اپوزیسیون حزب متحد دموکراتیک (DUP) انتخاب شد و به عضویت پارلمان درآمد. اما لیبرال ها نتوانستند حزب حاکم سانوری را شکست دهند و هان در آوریل 2012 از رهبری حزب کنار رفت.

## انتصاب
در ۲۶ مارس ۲۰۰۶ به دنبال استعفای نخست‌وزیر لی هائه چان، رئیس‌جمهور رو مو هیون هان میونگ سوک را به عنوان اولین نخست‌وزیر زن کره جنوبی نامزد کرد. هان دومین زنی است که برای نخست‌وزیری نامزد می‌شود. در ۲۰ آوریل ۲۰۰۶، هان میونگ سوک سوگند یاد کرد و نخستین نخست‌وزیر زن کره جنوبی شد.

## برای مطالعهٔ بیشتر
- Skard, Torild (2014) "Han Myung-sook" in Women of power - half a century of female presidents and prime ministers worldwide, Bristol: Policy Press, شابک ‎۹۷۸−۱−۴۴۷۳۱−۵۷۸−۰